# Las Casas del Conde
Las Casas del Conde è un comune spagnolo situato nella comunità autonoma di Castiglia e León.